# Photosystem
Ein Photosystem (auch Fotosystem) ist eine Ansammlung von Proteinen und Pigment-Molekülen (Chlorophylle und Carotinoide) in der Thylakoid-Membran von Cyanobakterien und Chloroplasten, die bei der Lichtreaktion der oxygenen Photosynthese Lichtenergie in chemische Energie umwandeln. Sie kommen bei phototrophen Cyanobakterien und eukaryotischen Lebewesen (Pflanzen und Protisten) vor.

## Aufbau und Funktion
Ein Photosystem setzt sich aus einem sogenannten Antennenkomplex und aus einem Reaktionszentrum zusammen.
Der Antennenkomplex (auch Lichtsammelkomplex) besteht je nach Typus des Photosystems aus zirka 30 Proteinen, die mit Pigmentmolekülen verbunden sind. Sie werden durch das Licht in einen energiereichen, angeregten Zustand angehoben. Durch Exzitonentransfer kann diese Energie an das Reaktionszentrum weitergeleitet werden. Die Effizienz der Energieübertragung im Lichtsammelkomplex auf ein Reaktionszentrum beträgt mehr als 90 % und erfolgt in 10−13 Sekunden.
Das Reaktionszentrum der Photosysteme enthält zwei Chlorophylle, die als primärer Elektronendonator fungieren. Durch die Lichtenergie wird eine Elektronentransportkette in Gang gesetzt.
Im Photosystem II werden in einem Zyklus mittels 4 Lichtquanten Elektronen vom Wasser an ein Chinon übertragen und gleichzeitig Protonen aus der Wasserspaltung freigesetzt. Dabei entsteht als Nebenprodukt Sauerstoff.
Der wasserspaltende Komplex enthält ein Cluster von vier Manganatomen, wobei der genaue Aufbau dieser Einheit spektroskopisch noch nicht geklärt werden konnte, da gängige Röntgenstrukturanalysen die Manganatome reduzieren und dadurch das erhaltene Spektrum nicht der nativen Struktur des katalytischen Zentrums entspricht. 
Es wird angenommen, dass jeweils drei Manganatome durch Sauerstoffatome miteinander verbrückt sind und ein Manganatom etwas weiter entfernt wie ein Anhängsel „hängt“.
Im Photosystem I führt der lichtgetriebene Elektronentransfer zur Synthese von NADPH + H+.

## Typen
- Das Photosystem I enthält insgesamt ca. 200 Moleküle Chlorophyll a und b sowie 50 Carotine. Das Reaktionszentrum des Photosystems I hat ein Absorptionsmaximum bei einer Wellenlänge von 700 nm, es wird deshalb auch als „P700“ bezeichnet.
- Das Photosystem II enthält insgesamt ca. 250 Moleküle Chlorophyll a und b sowie ca. 110 Carotinoide. Das Reaktionszentrum des Photosystems II hat ein Absorptionsmaximum bei 680 nm („P680“).

Anaerobe Schwefelbakterien haben ein Photosystem, das dem PSI ähnlich ist.

## Anregung durch Licht

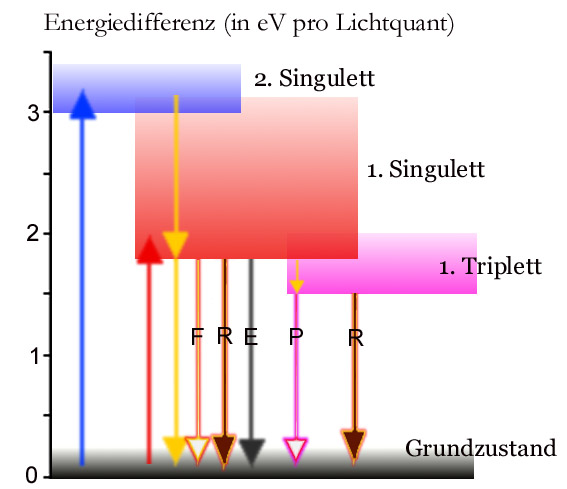
Vereinfachtes Termschema (Jablonski-Diagramm) von Chlorophyll a. Die Elektronen-Niveaus (Terme) sind aus mehreren Vibrationstermen (Abstand circa 0,1 eV) zusammengesetzt, die ihrerseits wieder aus Rotationstermen im Abstand von 0,02 bis 0,001 eV bestehen.

Chlorophylle fungieren als lichtabsorbierende Komponente der Photosysteme. Chlorophylle bestehen aus einem Porphyrin-Ring, welcher ein Magnesium-Ion (Mg2+) komplexiert.
Das System der delokalisierten π-Elektronen des Chlorophylls ist der Ort der Lichtabsorption: Durch Zufuhr von Lichtenergie kann ein Elektron aus dem Grundzustand S0 auf höhere Energie-Niveaus angehoben werden. Dieser energiereichere Zustand des Chlorophylls wird als angeregter Zustand bezeichnet. Zur Anregung sind aber nur zwei Wellenlängen geeignet: energieärmeres rotes Licht (bei Chlorophyll a eine Wellenlänge von 662 nm) hebt das Elektron auf ein höheres Niveau an (1. Singulett, S1), energiereicheres blaues Licht (430 nm) auf ein noch höheres Niveau (2. Singulett, S2). 
| Übergänge | Halbwertszeit τ½ in Sekunden | Form der abgegebenen Energie                            | Anteil | Symbol in der Abbildung |
| --------- | ---------------------------- | ------------------------------------------------------- | ------ | ----------------------- |
| S2 → S1   | 10−12                        | Wärme                                                   |        | gelber Pfeil            |
| S1 → S0   | 10−9                         | Emission von Licht (Fluoreszenz)                        | 8 %    | F                       |
| S1 → S0   | 10−9                         | Emission eines Elektrons (photochemische Redoxreaktion) |        | R                       |
| S1 → S0   | 10−9                         | strahlungsloser Energietransfer auf Nachbarmoleküle     |        | E                       |
| T1 → S0   | 10−2                         | Phosphoreszenz bei 750 nm                               |        | P                       |

Da auf Grund der großen Halbwertszeit des Übergangs vom Triplett- in den Grundzustand der Triplettzustand sehr stabil ist, werden die langsamen photochemischen Prozesse im isolierten Chlorophyll von diesem Zustand aus gestartet, nicht aber in der intakten Thylakoid-Membran. Dort wird ausgehend vom S1-Zustand die Energie eines nahezu jeden Lichtquants für die Lichtreaktion genutzt. Damit steht von jedem absorbierten Quant, gleichgültig ob aus dem blauen oder roten Bereich ein Energiebetrag von 174 kJ/mol zur Verfügung. Je schlechter aber die Lichtreaktionen ablaufen, desto höher wird der Fluoreszenz-Anteil, und damit der Verlust an nutzbarer Energie.